# Comuna Parva, Bistrița-Năsăud
Parva (în maghiară: Párva) este o comună în județul Bistrița-Năsăud, Transilvania, România, formată numai din satul de reședință cu același nume.

## Demografie
Componența etnică a comunei Parva
     Români (96,65%)
     Alte etnii (3,35%)
Componența confesională a comunei Parva
     Ortodocși (75,44%)
     Penticostali (20,8%)
     Alte religii (0,4%)
     Necunoscută (3,35%)
Conform recensământului efectuat în 2021, populația comunei Parva se ridică la 2.476 de locuitori, în creștere față de recensământul anterior din 2011, când fuseseră înregistrați 2.371 de locuitori. Majoritatea locuitorilor sunt români (96,65%). Din punct de vedere confesional, majoritatea locuitorilor sunt ortodocși (75,44%), cu o minoritate de penticostali (20,8%), iar pentru 3,35% nu se cunoaște apartenența confesională.

## Politică și administrație
Comuna Parva este administrată de un primar și un consiliu local compus din 11 consilieri. Primarul, Ioan Strugari[*], de la Partidul Social Democrat, este în funcție din 2012. Începând cu alegerile locale din 2024, consiliul local are următoarea componență pe partide politice:
|  | Partid                          | Consilieri | Componența Consiliului | Componența Consiliului | Componența Consiliului | Componența Consiliului | Componența Consiliului | Componența Consiliului |
|  | ------------------------------- | ---------- | ---------------------- | ---------------------- | ---------------------- | ---------------------- | ---------------------- | ---------------------- |
|  | Partidul Social Democrat        | 6          |                        |                        |                        |                        |                        |                        |
|  | Alianța pentru Unirea Românilor | 2          |                        |                        |                        |                        |                        |                        |
|  | Partidul Național Liberal       | 2          |                        |                        |                        |                        |                        |                        |
|  | Alianța Dreapta Unită           | 1          |                        |                        |                        |                        |                        |                        |

## Atracții turistice
- Mănăstirea "Sfinții Apostoli Petru și Pavel"
- Rezervația naturală "Tăușoare-Zalion" (71 ha) cu cele două peșteri:

- Peștera "Izvorul Tăușoarelor"
- Peștera "Jgheabul lui Zalion"